# Maserati Birdcage 75th
Maserati Birdcage 75th – supersamochód skonstruowany w 2005 roku przez włoskie firmy Maserati i Pininfarina. Premiera pojazdu odbyła się w Genewie w 2005. Nazwa Maserati Birdcage 75th pochodzi od 75 lecia firmy Pininfarina. Typ nadwozia to 1-drzwiowe coupé. Zamontowano w nim drzwi kokpitowe, takie jak w Saab Aero X i Ferrari Modulo.

## Dane techniczne
Model wykonano z włókna węglowego. Pojazd osiąga 342 km/h i przyspieszenie poniżej 4 s dzięki jednostce V12 6,0 l, generującej moc maksymalną 700 KM. Kąt rozwarcia cylindrów wynosi 65°. 

## Galeria obrazów

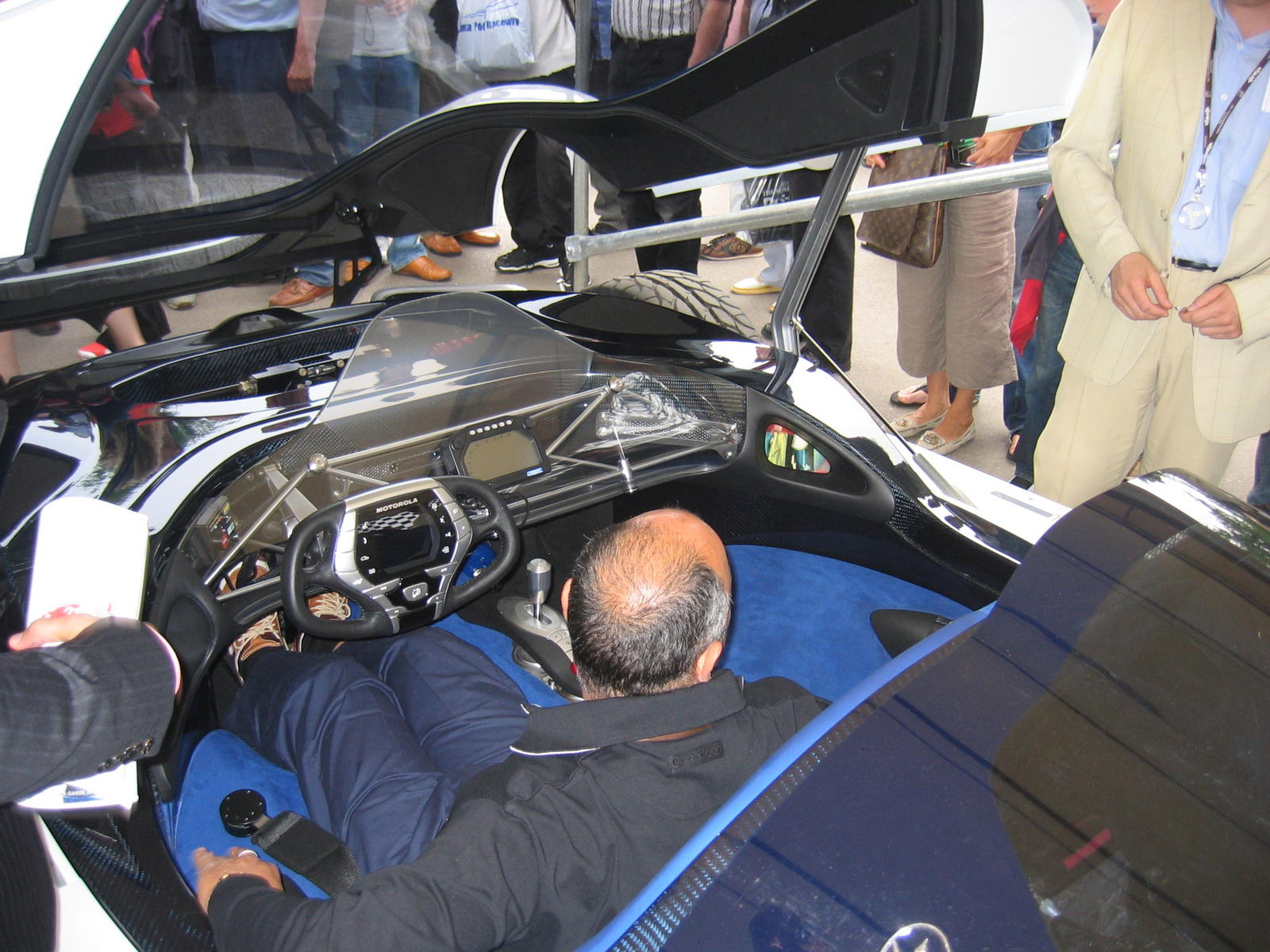
Kokpit Maserati Birdcage 75th
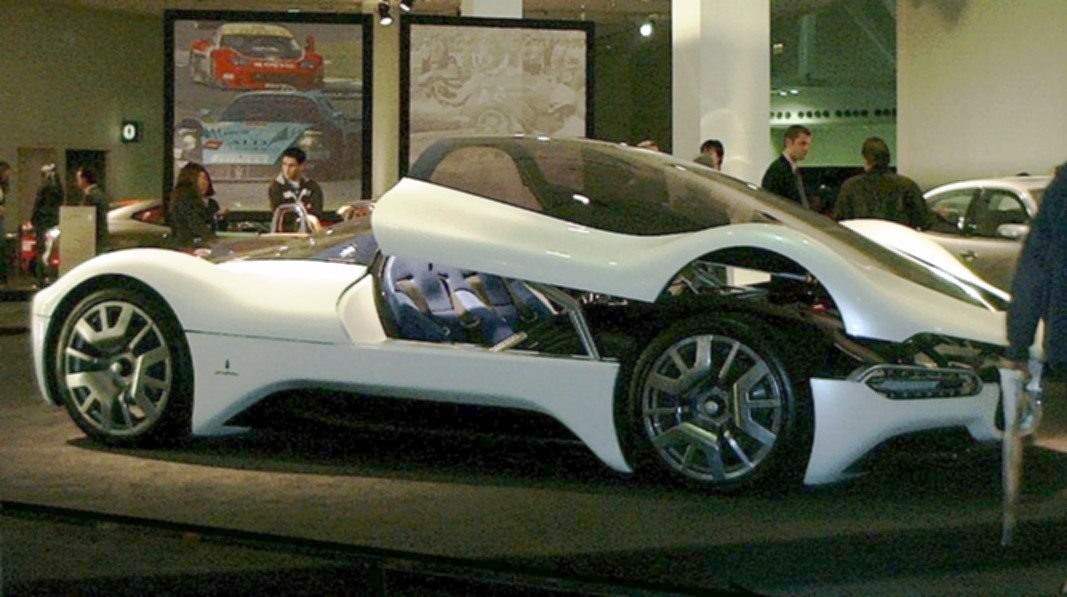
Drzwi Maserati Birdcage 75th
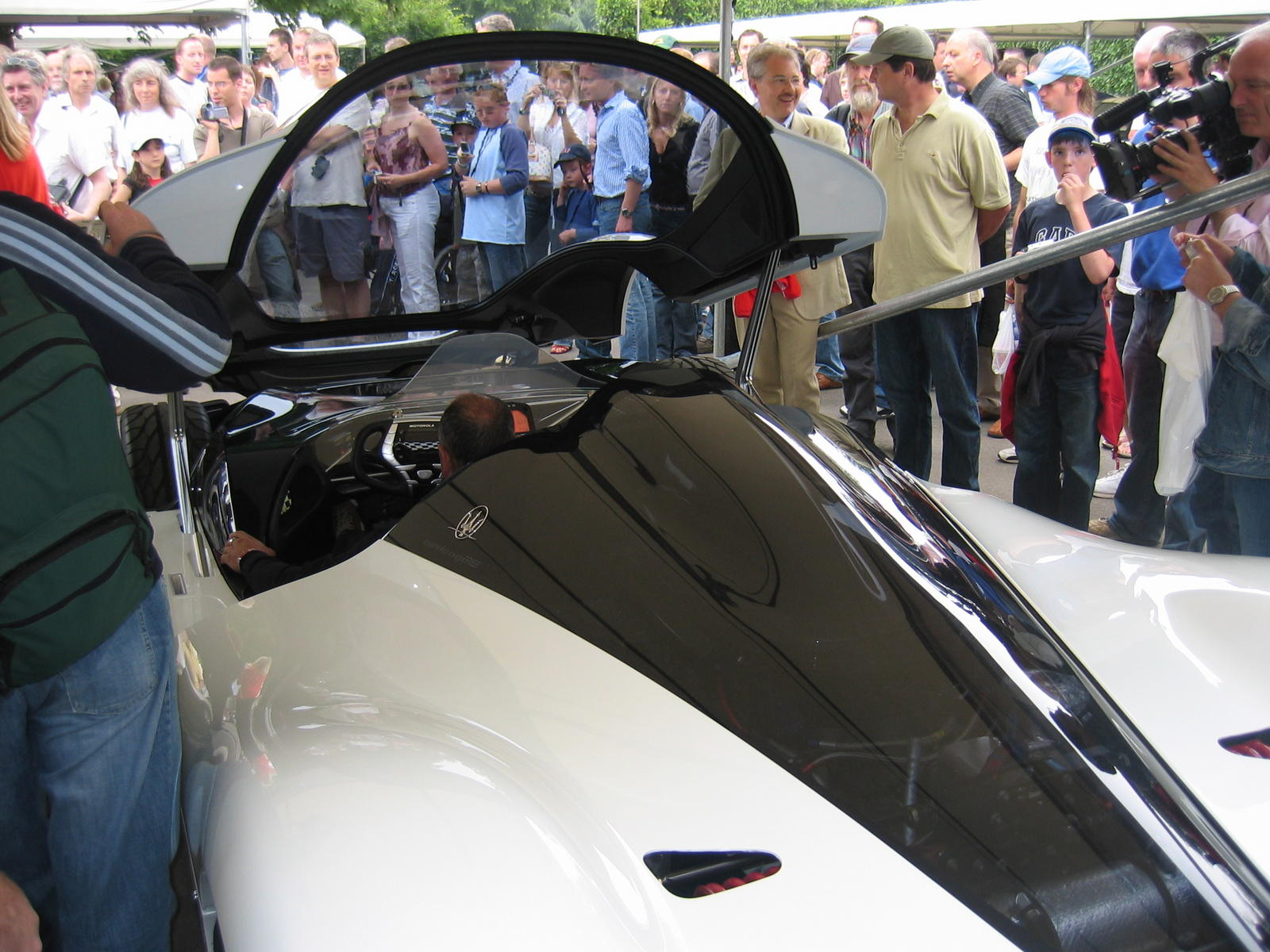
Otwarte Maserati Birdcage